# Emmanuel Magnien
Emmanuel Magnien (Sedan, 7 maggio 1971) è un ex ciclista su strada e ciclocrossista francese.
Professionista tra il 1993 ed il 2003, conta la vittoria di un Tour de l'Avenir e di una Parigi-Bruxelles.

## Carriera
Da junior fu vicecampione mondiale di ciclocross nel 1989, mentre da dilettante partecipò ai giochi olimpici di Barcellona nella prova in linea. Passò professionista nel 1993 nella Castorama di Cyrille Guimard, vincendo una tappa al Tour du Vaucluse, il Tour de l'Ain ed il prologo del Tour de l'Avenir. Nel 1994 vinse una tappa alla Quatre jours de Dunkerque, due tappe al Tour de l'Oise, il Tour d'Armorique e due tappe al Critérium du Dauphiné Libéré; nella stagione successiva vinse il Duo Normand, due tappe al Tour du Poitou-Charentes ed il Tour de l'Avenir, accompagnato da quattro successi di tappa. Nel 1996 passò alla Festina con cui vinse i campionati francesi di ciclocross ed una tappa alla Vuelta a Aragón nella prima stagione, una tappa all'Étoile de Bessèges, il Tour Méditerranéen ed il Prix des Moissons nel 1997. Tra il 1998 ed il 2001 militò nella Française des Jeux con cui vinse una tappa al Critérium International, la Coppa Sabatini e la Polymultipliée de l'Hautil nel 1998, il Grand Prix d'Ouverture La Marseillaise nel 2000 e la Parigi-Bruxelles nel 2001. Nel 2002 passò alla Bonjour, con cui vinse una tappa al Tour Méditerranéen nel 2003 ritirandosi al termine della stagione. Partecipò a sette edizioni del Tour de France, due del Giro d'Italia, un mondiale su strada e sei mondiali di ciclocross.

## Palmarès

### Strada
- 1993 (Castorama-MaxiSport, quattro vittorie)

3ª tappa Tour du Vaucluse
1ª tappa Tour de l'Ain
Classifica generale Tour de l'Ain
Prologo Tour de l'Avenir
- 1994 (Castorama-MaxiSport, otto vittorie)

5ª tappa Quatre jours de Dunkerque (Lilla > Cassel)
1ª tappa Tour de l'Oise (Creil > Beauvais)
3ª tappa, 1ª semitappa Tour de l'Oise (Compiègne > Nogent)
1ª tappa Tour d'Armorique (Paimpol > Josselin)
2ª tappa Tour d'Armorique (Josselin > Saint-Martin-des-Champs)
Classifica generale Tour d'Armorique
2ª tappa Critérium du Dauphiné Libéré (Charbonnières > Aubenas)
4ª tappa Critérium du Dauphiné Libéré (Romans > Échirolles)
- 1995 (Castorama, nove vittorie)

Duo Normand (con Stéphane Pétilleau)
5ª tappa Tour du Poitou-Charentes (Neuville > Neuville, a cronometro)
6ª tappa Tour du Poitou-Charentes (Neuville > Poitiers)
Prologo Tour de l'Avenir (La Châtre > La Châtre, a cronometro)
2ª tappa Tour de l'Avenir (Chauvigny > Saint-Cyr-sur-Loire)
9ª tappa Tour de l'Avenir (Landerneau > Ergué-Gabéric)
11ª tappa Tour de l'Avenir (Trégunc > Trégunc, a cronometro)
Classifica generale Tour de l'Avenir
3ª tappa Mi-août Bretonne (Lorient > Lorient)
- 1996 (Festina-Lotus, una vittoria)

4ª tappa, 1ª semitappa Vuelta a Aragón (Borja > Monastero di Veruela)
- 1997 (Festina-Lotus, tre vittorie)

4ª tappa Étoile de Bessèges (Laudun > Laudun)
Classifica generale Tour Méditerranéen
Prix des Moissons
- 1998 (Française des Jeux, tre vittorie)

1ª tappa Critérium International (Rabastens > Blaye-les-Mines)
Coppa Sabatini (Peccioli)
Polymultipliée de l'Hautil (Maurecourt > Chanteloup-les-Vignes)
- 2000 (Française des Jeux, una vittoria)

Grand Prix d'Ouverture La Marseillaise
- 2001 (Française des Jeux, una vittoria)

Parigi-Bruxelles
- 2003 (Brioches la Boulangère, una vittoria)

2ª tappa Tour Méditerranéen (Menton > Le Cannet)

### Ciclocross
- 1990/1991 (una vittoria)

Lanarvily
- 1992/1993 (una vittoria)

Digione
- 1993/1994 (una vittoria)

Hoogerheide
- 1995/1996 (due vittorie)

Charleville-Mézières
Campionati francesi
- 1997/1998 (una vittoria)

Lutterbach
- 2000/2001 (una vittoria)

Contres (con Cyril Lemoine)
- 2001/2002 (tre vittorie)

Aixe-sur-Vienne
Tours-Ile Aucard (con Cyril Lemoine)
Camors
- 2003/2004 (una vittoria)

Sablé-sur-Sarthe

### Altri successi
- 1992

Critérium du Printemps (Fourchambault)
- 1994

Route Adélie de Vitré
- 1995

Critérium di Lorient
- 1997

Critérium di Auray

## Piazzamenti

### Grandi giri
- Giro d'Italia

1993: 119º
1995: ritirato (14ª tappa)
- Tour de France

1994: ritirato (16ª tappa)
1995: ritirato (9ª tappa)
1996: ritirato (12ª tappa)
1998: ritirato (10ª tappa)
2000: 98º
2001: 113º
2002: 96º

### Classiche
- Milano-Sanremo

1996: 32º
1998: 2º
1999: 115º
- Giro delle Fiandre

1994: 35º
1996: 44º
1997: 93º
1998: 4º
2002: 31º
- Parigi-Roubaix

1996: 19º
1997: 40º
1998: 21º
1999: 26º
2000: 57º
2002: 49º
- Liegi-Bastogne-Liegi

1998: 17º
- Giro di Lombardia

1993: 31º
1998: 22º

### Competizioni mondiali
- Coppa del mondo su strada

Coppa del mondo 1998: 7º (134 punti)
- Campionati del mondo su strada

Valkenburg 1998 - In linea: 12º
- Giochi olimpici

Barcellona 1992 - In linea: ritirato
- Coppa del mondo di ciclocross

Coppa del mondo 1994-1995: 6º (37 punti)
- Campionati del mondo di ciclocross

Pontchâteau 1989 - Juniors: 2º
Leeds 1992 - Dilettanti: 4º
Corva 1993: 18º
Koksijde 1994: 24º
Eschenbach 1995: 10º
Montreuil 1996: 6º
Middelfart 1998: 6º
Poprad 1999: 26º
Pontchâteau 2004: 23º